# Hannah Gadsby

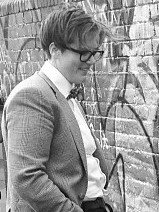
Hannah Gadsby (2013)

Hannah Gadsby (* 12. Januar 1978 in Smithton, Tasmanien) ist bekannt für Comedyshows und Fernsehproduktionen und erreichte internationale Aufmerksamkeit mit der Stand-up-Show Nanette, die 2018 auf Netflix ausgestrahlt wurde.

## Kindheit und Jugend
Gadsby wuchs in Smithton, Tasmanien, als jüngstes von fünf Kindern auf. Von 1990 bis 1995 erfolgte der Besuch der Smithton High School, anschließend des Launceston Colleges sowie der University of Tasmania in Hobart. Im Jahr 2003 schloss Gadsby das Studium der Kunstgeschichte und Kuratoriums an der Australian National University ab. Anschließend arbeitete Gadsby als Filmvorführerin im Kino und auf einer Farm.

## Karriere

### Stand-up
Gadsby fasste mit dem Sieg des Finales der australischen Sendung Raw Comedy im Jahr 2006 Fuß in der Comedyszene. Seit 2007 trat Gadsby regelmäßig als Stand-up-Comedian, erst in Australien und Neuseeland und später auch in England, Schottland und den USA auf.

#### Nanette
Internationale Bekanntheit erreichte Gadsby durch die autobiographisch geprägte Show Nanette, die Netflix in dessen Bibliothek aufnahm. Darin werden, neben Homosexualität, auch Erfahrungen als Überlebende einer homophoben Gesellschaft aufgegriffen. Der diagnostizierte Autismus in Kombination mit ADHS ist neben dem Feminismus Thema in den Shows. Bei Rotten Tomatoes erhielt Nanette eine Beliebtheitsquote von 100 %, basierend auf Bewertungen von 48 Kritikern, die Publikumswertung lag hingegen bei 26 %.

#### Douglas
Im März 2019 stellte Gadsby eine Vorschau auf die neue Show Douglas in Adelaide vor, bevor eine Tour durch die USA, Kanada, Europa und Australien folgte, wo viele Shows im Voraus ausverkauft waren. In der Show erkundet Gadsby neue persönliche Enthüllungen und kreiert laut einem Rezensenten der Preview-Show etwas „Größeres als Komödie“. Gadsby sagt, dass es egal ist, wie die Leute die Show nennen, und richtet sich an Männer, die sich in den sozialen Medien darüber beschwerten, dass Nanette „keine Komödie, sondern ein Vortrag“ sei. Seit dem 26. März 2020 ist auch diese Show auf Netflix zu sehen.

### Kunstvorträge, Fernsehauftritte und TV-Serien
In Verbindung mit der National Gallery of Victoria begann Gadsby im Jahr 2009 mit komödiantisch geprägten Vorträgen über kunstbezogene Themen, wie den Akt (Kunst), den Dadaismus, Impressionismus, der Modernen aufzutreten.
Im Jahr 2010 und 2011 produzierte Gadsby zwei Dokumentationen, Hannah Gadsby Goes Domestic (2010) und NGV Story (2011) für das Artscape-Programm des Senders ABC TV. Im Jahr 2015 folgte mit Hannah Gadsby: Arts Clown eine Comedy-Art-Show für den BBC Radio 4.
Neben Auftritten in eigenen Sendungen und Auftritten bei Talkshows, wie Good News Week, Spicks and Specks, und 7 Days hatte Gadsby Rollen in den TV-Serien The Librarians und Underbelly. Gadsby schrieb an 20 Episoden der Serie Please Like Me (2013–2016) mit und spielte Hannah, eine fiktionale Version von sich.

## Privatleben
Gadsby ist offen lesbisch und bezieht sich in den Stand-up-Routinen oft auf LGBTQ-Themen. Gadsby ist genderqueer und verwendet im Englischen das Pronomen they. Bei Gadsby wurde 2017 ADHS und Autismus diagnostiziert. In der Show Douglas aus dem Jahr 2019 wird auf Autismus Bezug genommen, um Menschen zu helfen, die Neurodiversität als Teil einer normalen Variation des menschlichen Zustands zu verstehen.
Gadsby unterstützt unter anderem Förderprogramme wie Big Brothers Big Sisters of Melbourne, Edmund Rice Camps of Victoria und the Sacred Heart Mission.

## Live-Shows
- 2007: Hannah Gadsby is Wrong and Broken
- 2008: Meat, The Musical
- 2009: Kiss Me Quick, I’m Full Of Jubes
- 2009, 2010, 2011: The History of the National Gallery of Victoria
- 2010: The Cliff Young Shuffle
- 2011: Mary. Contrary
- 2011: Mrs Chuckles
- 2012: Mary. Contrary
- 2012: Hannah Wants A Wife[23]
- 2013: Mary.Contrary
- 2013: Nakedy Nudes
- 2013: Happiness is a Bed Side Table[24]
- 2014: Nakedy Nudes/Mary.Contrary/Australian Art
- 2014: The Exhibitionist
- 2015: Hannah Gadsby Live
- 2015: Art Lite
- 2015: Donkey
- 2016: Dogmatic
- 2017–2018: Nanette[7]
- 2019: Douglas

## Filmografie
- 2009–2010: The Librarians – als Carmel (2 Episoden)
- 2011: Hannah Gadsby: Kiss Me Quick, I'm Full of Jubes, Warehouse Comedy Festival (auch Autorin)
- 2012–2013: Adam Hills Tonight (24 Episoden)
- 2013: Underbelly – als Charlie (3 Episoden)
- 2013: Hannah Gadsby: Mrs Chuckles, Warehouse Comedy Festival (auch Autorin)
- 2013–2014: Hannah Gadsby's Oz (auch Autorin)
- 2014–2016: Please Like Me – als Hannah (22 Episoden) (auch Autorin)
- 2018: Hannah Gadsby's Nakedy Nudes (auch Autorin)
- 2018: Hannah Gadsby: Nanette (auch Autorin)
- 2020: Hannah Gadsby: Douglas (auch Autorin)
- 2023: Sex Education (6 Folgen)
- 2024: Hitpig (Stimme)

## Publikationen
- Ten Steps To Nanette: A Memoir Situation. Allen & Unwin 2022, ISBN 978-1-911630-23-4.
  - Zehn Schritte Richtung Nanette. Meine kleine Geschichte. Übersetzt von Ulrike Brauns. Rowohlt, Hamburg 2022, ISBN 978-3-499-00031-7.

## Auszeichnungen
- 2006: Triple J's Raw Comedy – Gewonnen
- 2006: Edinburgh Festival Fringe, So You Think You're Funny? – Zweiter Platz
- 2007: Adelaide Fringe Festival, Best Emerging Comedy Award – Gewonnen
- 2008: Melbourne International Comedy Festival, Moosehead Award for Meat the Musical – mit Amelia Jane Hunter – Gewonnen
- 2008: Sydney Comedy Festival, Directors' Choice Award – Gewonnen
- 2010 Festival Directors’ Choice Award – Winner – Melbourne International Comedy Festival – Gewonnen
- 2010: Helpmann Award for Best Comedy Performer – The Cliff Young Shuffle – Nominiert
- 2011: Melbourne International Comedy Festival, Barry Award – Melbourne International Comedy Festival - Gewonnen
- 2011: Helpmann Award for Best Comedy Performer – Mrs Chuckles – Nominiert
- 2013: Helpmann Award for Best Comedy Performer – Happiness is a Bedside Table – Nominiert
- 2013: Melbourne International Comedy Festival, Barry Award – Happiness is a Bedside Table – Nominiert
- 2017: Adelaide Fringe Festival, Best Comedy for Nanette – Gewonnen
- 2017: Melbourne International Comedy Festival, Barry Award – Nanette[7] – Gewonnen
- 2017: Helpmann Award for Best Comedy Performer – Nanette – Gewonnen
- 2017: Edinburgh Festival Fringe Comedy Award – Nanette – Gewonnen (gemeinsam mit John Robins)
- 2019: Primetime Emmy Award for Outstanding Writing for a Variety Special für Nanette – Gewonnen